# Siderita
La siderita és un mineral de la classe dels carbonats que pertany al grup de la calcita. Té un aspecte terrós i fràgil. La siderita en la seva composició conté un 48% de ferro per això des de l'antiguitat fins avui en dia ha sigut una important mena de ferro i és molt utilitzada a les indústries. El 1845 va sorgir el seu nom científic "siderita" derivat de la paraula sideros, «ferro».

## Característiques
És un material soluble en HCl concertat i calent, i produeix efervescència. Quan s'escalfa es torna magnètica mentre està calenta. És fàcilment alterable a limonita. Es forma sense presència d'oxigen. Segons el seu contingut en ferro pot haver diferències de color ratlla i lluentor.
Segons la classificació de Nickel-Strunz, la siderita pertany a «05.AB: Carbonats sense anions addicionals, sense H₂O, alcalinoterris (i altres M2+)» juntament amb els següents minerals: calcita, gaspeita, magnesita, otavita, rodocrosita, smithsonita, esferocobaltita, ankerita, dolomita, kutnohorita, minrecordita, aragonita, cerussita, estroncianita, witherita, vaterita, huntita, norsethita, alstonita, olekminskita, paralstonita, baritocalcita, carbocernaita, benstonita i juangodoyita.

## Formació i jaciments
Es forma en cavitats de bombolles de roques volcàniques, Ganga en jaciments hidrotermals, Concrecions o jaciments a roques sedimentàries, En torbes. Hi ha jaciments de siderita en masses compactes a Eisenerz i Hüttenberg (Àustria), una amb longitud de fins a 50 mm. S'han descrit bons exemplars de vidres a Tavistock, Devon i Redruth, Cornualla (Gran Bretanya). La seva època d'explotació a cel obert ja ha passat, ja que és actualment subterrània, basada en mines. A Catalunya s'hi pot trobar a Aós de Civís, Betera, Escarró, Ferrera, Fillols, Planoles, a la Pobla Tornesa o a Setcases, per exemple.

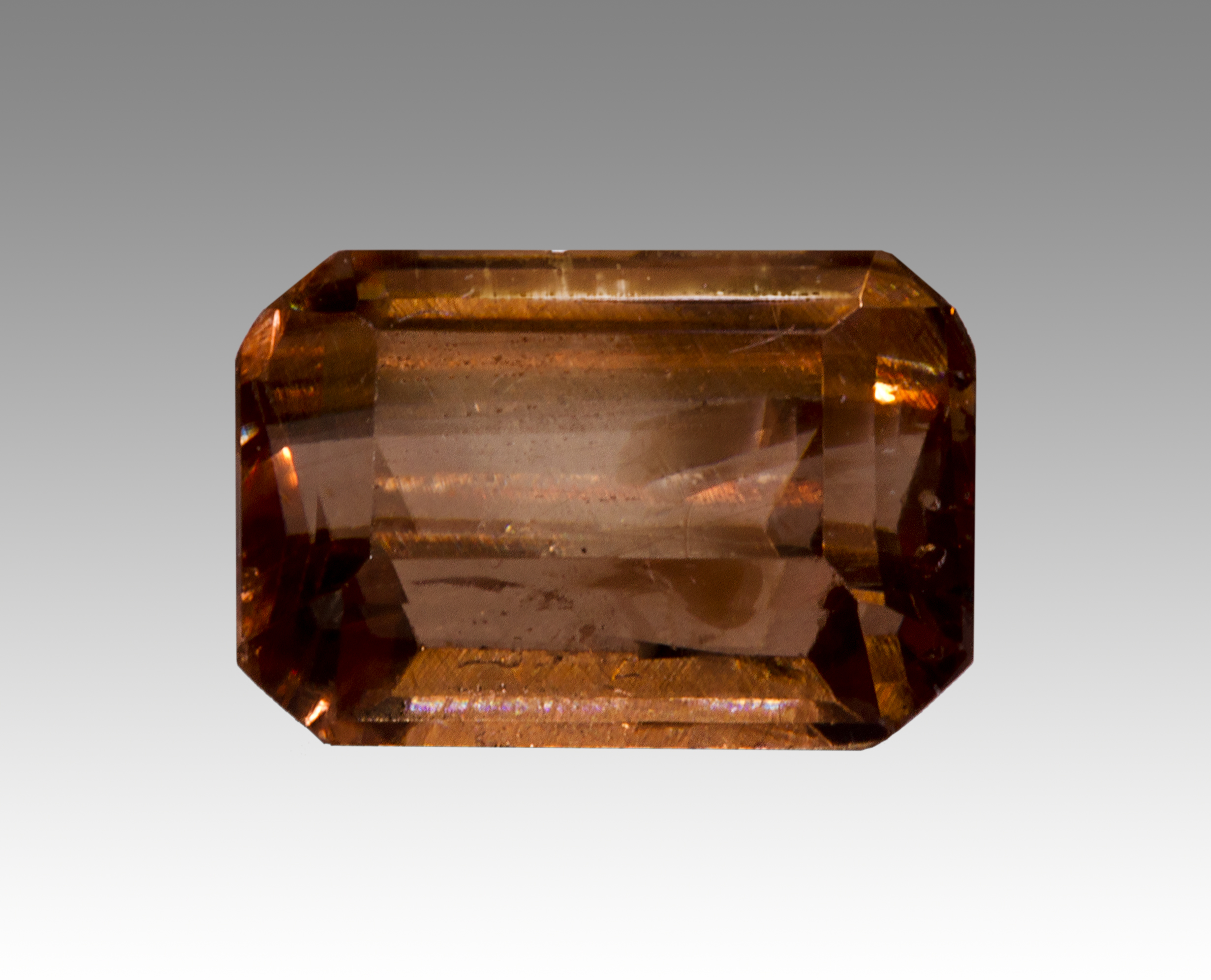
Siderita tall
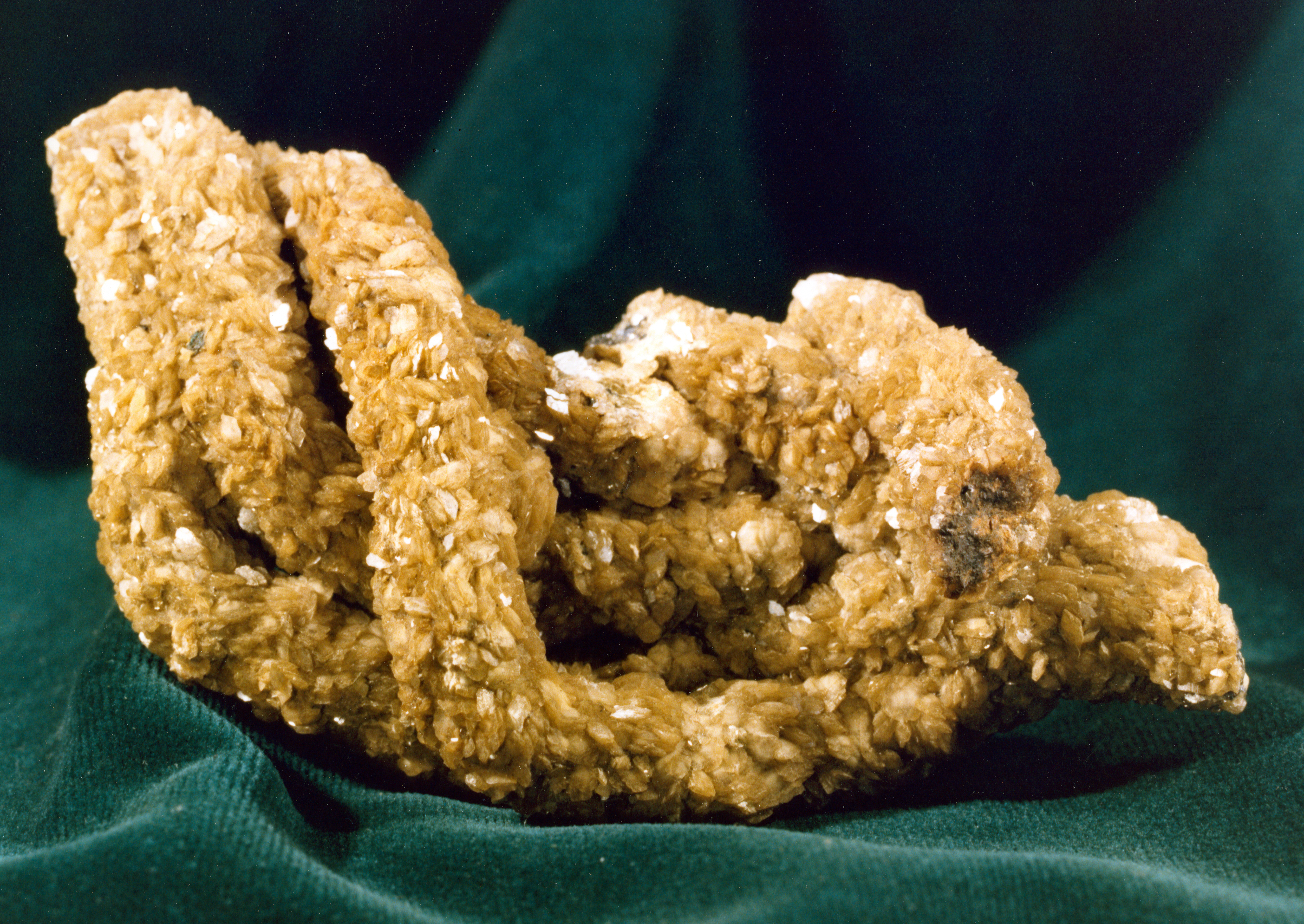